# システム
システム（英: system）は、相互に影響を及ぼしあう要素から構成される、まとまりや仕組みの全体。一般性の高い概念であるため、文脈に応じて系、体系、制度、方式、機構、組織といった多種の言葉に該当する。系 (自然科学) の記事も参照。
それ自身がシステムでありながら同時に他のシステムの一部でもあるようなものをサブシステムという。

## 語源
「組み立てた物」を意味する古代ギリシア語 σύστημα（スュステーマ）を語源にもつ。この σύστημα は同じくギリシア語の συνίστημι（スュニステーミ）「組み立てる」を元に作られた語句である。
これは「共に」を意味する σύν（スュン）と「立てる」を意味する ἵστημι（ヒステーミ）を組み合わせた動詞である。

## 概念
対象が広範なこともあり、厳密で統一的な定義は存在しない（物質主義的には機構の意味合いが体系よりも大きくなる）。ここではいくつかの例を示す。
- システムはいくつかの要素によって構成されている
- システムに含まれる全ての要素は、必ず自分以外の要素に対してなんらかの影響を及ぼす
- システムは時間、または時間に写像できる順序集合（全順序集合）に沿って動作する

### JIS Z 8115
JIS Z 8115「ディペンダビリティ(信頼性)用語」は、信頼性に関係する分野・目的（たとえば信頼性工学）のために用語の定義を与えるものであり、必ずしも一般的な定義とは言えないかもしれないが、日本産業規格（JIS）では次のように「システム」を定義している。

### システムの分類

#### システムの境界による分類
| 開かれたシステム | システム外部からの入力を受け付けたり、システム外部への出力を行ったりするシステム |
| 閉じたシステム   | 移動体なしの構成要素の間でのみ動作し、外部との入出力がないシステム               |

#### 決定性による分類
| 決定的（deterministic）システム       | システムの挙動や結果が、時間とその方向に対して一意に決まるシステム                           |
| 非決定的（non-deterministic）システム | システムの挙動や結果が、確率的要因に影響され、時間とその方向に対して一意に決まらないシステム |